# Berlucchi
Guido Berlucchi & C. S.p.A. è un'azienda vitivinicola di Borgonato, frazione del comune di Corte Franca, in Franciacorta, provincia di Brescia, fondata nel 1955 da Guido Berlucchi, Franco Ziliani e Giorgio Lanciani.
La Guido Berlucchi & C. è riconosciuta come azienda creatrice della DOCG Franciacorta: nel 1961 Ziliani, enologo, sigillò tremila bottiglie di Pinot di Franciacorta, il primo metodo classico del territorio.
L'azienda conta su circa 600 ettari di vigneto in Franciacorta, tre centri di vinificazione, 80 collaboratori tra la sede operativa, le cantine e i vigneti e oltre 4 milioni di bottiglie prodotte all'anno.

## Storia
A Borgonato, negli Anni Cinquanta, Guido Berlucchi, discendente della nobile famiglia dei Lana de' Terzi, produceva un vino bianco chiamato Pinot del Castello perché le uve arrivavano dai vigneti di un piccolo maniero di sua proprietà. Per ovviare alla scarsa stabilità del vino, consultò l'enologo Franco Ziliani, appena diplomatosi alla Scuola Enologica di Alba. Ziliani propose a Berlucchi di creare in Franciacorta un metodo classico "alla maniera dei francesi". A Ziliani e Berlucchi si unì l'assicuratore Giorgio Lanciani, amico e collega del secondo, e nel 1955 nasceva la Guido Berlucchi & C. Dopo sei anni di sperimentazioni, nel 1961 furono create le prime tremila bottiglie di Pinot di Franciacorta, capostipite di tutta la produzione locale.
Nell'ottobre 2000 scomparve Guido Berlucchi. Vedovo e senza figli, lasciò la sua quota nella società (il 31%) a una Fondazione appena costituita e con il suo nome per promuovere la ricerca sul cancro. Dopo 16 anni, nel luglio 2016, la Fondazione cedette la sua quota alla  Frazil, finanziaria di Franco Ziliani.
Nell'agosto 2017 Ziliani ha ceduto il controllo della Frazil, la cassaforte che controlla la Guido Berlucchi, ai tre figli, Arturo, Cristina e Paolo, già tutti in azienda. Con quella cessione, racconterà Ziliani vicino alla novantina, "ho dato una lezione ai miei figli: si sono indebitati per ricomprare il gruppo dove già lavoravano. Impareranno ad amministrarla con più attenzione, ora controllano ogni piccola spesa".